# Principauté d'Eichstätt
1817–1833
Entités précédentes :
- Royaume de Bavière

Entités suivantes :
- Royaume de Bavière

La Principauté d'Eichstätt (en allemand : Fürstentum Eichstätt) était un État au sein du royaume de Bavière, établi de 1817 à 1833 et comprenant un territoire autour d'Eichstätt avec environ 24 000 habitants. La principauté avait pour chefs les ducs de Leuchtenberg, Eugène de Beauharnais (1817-1824) et son fils Auguste de Leuchtenberg (1824-1833).

## Histoire
Eugène de Beauharnais, beau-fils de Napoléon et gendre de Maximilien Ier de Bavière, reçoit le titre de duc de Leuchtenberg et prince d'Eichstätt au moyen d'un acte royal daté du 14 novembre 1817 et d'une déclaration royale du lendemain. La principauté est la volonté du roi bavarois de donner au membre de la famille de Napoléon qui fut son allié la légitimité d'un membre de la noblesse,,. Il reçoit le titre de duc sans aucun lien de propriété ; la médiation d'une nouvelle principauté (de) formée de biens, de loyers et de droits dans la région d'Eichstätt est effectuée par un commissaire royal, le conseiller du gouvernement Carl Joseph Hartmann. Le nouveau prince mène une vie tranquille à Munich et à la résidence d'été du château d'Ismaning (de) jusqu'à sa mort le 21 février 1824. Il ne fut dans sa principauté avec la résidence d'Eichstätt (de) que quelques fois, notamment pour s'adonner à sa passion de la chasse dans les vastes forêts de la principauté. Son fils Auguste négocie pour des raisons économiques à partir de 1832 le rachat de la principauté par le royaume de Bavière gouverné par Louis Ier. En 1833, la couronne de Bavière rachète la principauté et y met fin,. En 1855, la Bavière acquiert finalement les propriétés restantes des héritiers de Leuchtenberg pour trois millions de florins.